# Maux d'amour
Pour plus de détails, voir Fiche technique et Distribution.
Maux d'amour (Love Hurts) est un film américain réalisé par Bud Yorkin, sorti en 1990.

## Fiche technique
- Titre original : Love Hurts
- Titre français : Maux d'amour
- Réalisation : Bud Yorkin
- Scénario : Ron Nyswaner
- Photographie : Adam Greenberg
- Montage : John C. Horger
- Musique : Burt Bacharach
- Pays de production: États-Unis
- Format : Couleurs - 1,85:1
- Genre : comédie dramatique
- Durée : 106 minutes
- Date de sortie : 1990

## Distribution
- Jeff Daniels : Paul Weaver
- Cynthia Sikes Yorkin : Nancy Weaver
- Judith Ivey : Susan Volcheck
- John Mahoney : Boomer
- Cloris Leachman : Ruth Weaver
- Amy Wright : Karen Weaver
- Tom Allen : David Weaver